# Peterssen
Peterssen oder Peterßen ist ein Familienname.

## Herkunft und Bedeutung
Der Name ist ein Patronymisch gebildeter Familienname und bedeutet Sohn des Peter.

## Namensträger
- Carl-Edzard Schelten-Peterssen (1921–1995), deutscher Politiker (CDU)
- Edo Friedrich Peterssen (1827–1900), deutscher Politiker, MdR
- Eilif Peterssen (1852–1928), norwegischer Maler
- Friedrich Karl Peterssen (1829–nach 1913), deutscher Schriftsteller und Feuilletonist
- George Rudolf Peterßen (auch George Rudolf Peterssen; 1826–1903), deutscher Richter
- Wilhelm H. Peterßen (1937–2021), deutscher Pädagoge und Hochschullehrer